# Fissistigma fuscum
Fissistigma fuscum là loài thực vật có hoa thuộc họ Na. Loài này được (Craib) R.E.Fr. mô tả khoa học đầu tiên năm 1955.